# Carlos David Moreno
Carlos David Moreno Hernández (Mérida, Badajoz, Extremadura, España, 14 de junio de 1986), conocido como Carlos David es un futbolista español. Juega de defensa y su actual equipo es el Atlético Saguntino de la Segunda División RFEF.

## Trayectoria
Formado en las categorías inferiores del Valencia C. F., y después de una etapa en Bélgica, al haber quedado libre tras la quiebra y desaparición del Excelsior de Mouscron, firma en el mercado de invierno de 2010 por el Celta "B".
El defensa extremeño más tarde jugaría en el Celta B, el Teruel o el Melilla. 
En la temporada 2013-14, jugaría en las filas del F. C. Cartagena de la Segunda División B de España, donde llegó a marcar 7 tantos jugando de central y de mediocentro, y a la siguiente temporada recaló en el Huesca. 
En las filas de la SD Huesca logró el ascenso de categoría a Segunda División y se mantuvo durante cuatro temporadas, en la última de ellas consiguió ascender a Primera. Después comenzó su aventura en el extranjero en el Union Saint-Gilloise de la Segunda División de Bélgica.
En julio de 2019, regresa a España para volver a jugar en las filas del F. C. Cartagena de la Segunda División B de España, firmando por dos temporadas por el club albinegro. El 20 de julio de 2020, el FC Cartagena lograría el ascenso a la Segunda División de España tras eliminar al Atlético Baleares en la tanda de penaltis en la eliminatoria de campeones, tras haber sido líderes del Grupo IV tras la finalización de la liga regular por el coronavirus.
El 16 de julio de 2021 se oficializa su llegada al Hércules de Alicante CF de la Segunda División RFEF.
El 13 de julio de 2022, firma por el Atlético Saguntino de la Segunda División RFEF.

## Clubes
| Club                    | País    | Año           |
| ----------------------- | ------- | ------------- |
| Valencia C. F. Mestalla | España  | 2005-2009     |
| Excelsior de Mouscron   | Bélgica | 2009-2010     |
| R. C. Celta de Vigo "B" | España  | 2010-2011     |
| C. D. Teruel            | España  | 2011-2012     |
| U. D. Melilla           | España  | 2012-2013     |
| F. C. Cartagena         | España  | 2013-2014     |
| S. D. Huesca            | España  | 2014-2018     |
| Union Saint-Gilloise    | Bélgica | 2018-2019     |
| F. C. Cartagena         | España  | 2019-2021     |
| Hércules de Alicante    | España  | 2021-2022     |
| Atlético Saguntino      | España  | 2022-Presente |